# Micracosmeryx chaochauensis
Micracosmeryx là một chi bướm đêm thuộc họ Sphingidae, chỉ có một loài Micracosmeryx chaochauensis, được tìm thấy ở miền nam Trung Quốc và miền bắc Việt Nam.